# Hollandsche Beton Groep

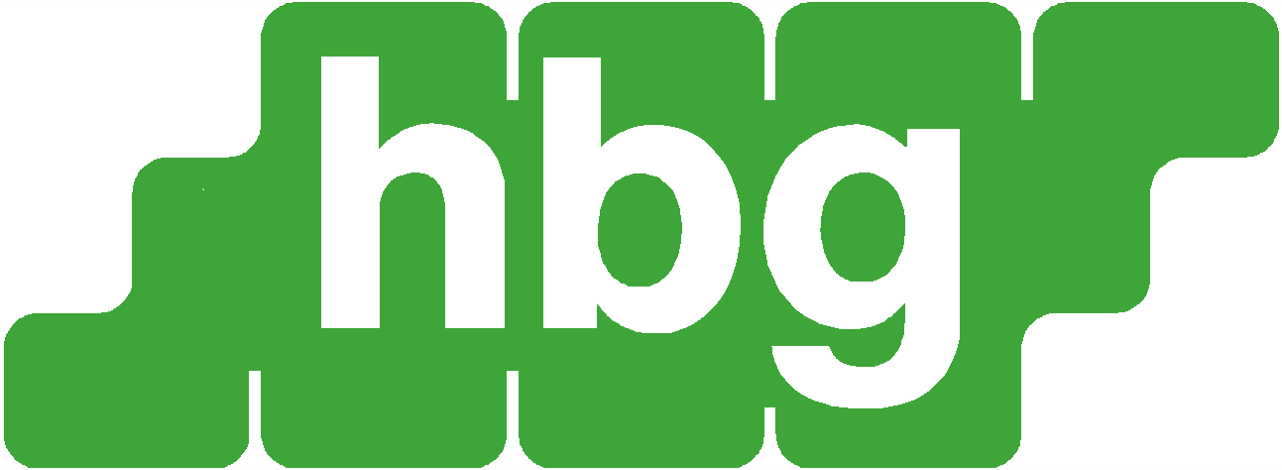
Beeldmerk van de Hollandsche Beton Groep

Hollandsche Beton Groep nv (HBG) is een in Rijswijk gevestigde bouwonderneming die zelfstandig heeft bestaan van 1968 tot 2002 en was uitgegroeid tot het grootste bouwbedrijf van Nederland en tot een van de grotere bouwbedrijven in Noordwest-Europa.                                                                        

## Geschiedenis
Hollandsche Beton Groep (HBG) ontstond op 19 augustus 1968 door een fusie van de in Rijswijk gevestigde Hollandsche Beton Maatschappij (HBM) en de in Leiden gevestigde Hollandse Constructie Groep (HCG). De geschiedenis gaat echter veel verder terug en wel naar 1902, waar ir. A.C.C.G. van Hemert besloot een maatschappij op te richten ten einde de door hem vervaardigde civiele werken in eigen beheer te kunnen uitvoeren, als eerste een twee kilometer lang viaduct van de Hofpleinlijn te Rotterdam in opdracht van de Zuid-Hollandsche Electrische Spoorweg-Maatschappij. De maatschappij die Van Hemert oprichtte had de naam 'Naamloze Vennootschap Hollandsche Maatschappij tot het maken van Werken in Gewapend Beton'.
Door de fusie van 1968 ontstond een bouwbedrijf met 8.000 medewerkers, waarvan 5.400 afkomstig van HBM en 2.600 afkomstig van HCG. HBG was daarmee het grootste bouwbedrijf van Nederland.
Tot HBM behoorden in 1968 de werkmaatschappijen: HBM-Nederland (utiliteitsbouw en weg- en waterbouw), Intervam (woningbouw en seriematige utiliteitsbouw), Interbeton (aannemingsactiviteiten buiten Europa),  HAM, Hollandsche Aanneming Maatschappij, (baggerwerken over de gehele wereld), hierin had HBM een meerderheidsbelang van 52%, tevens was dit toen een dochter van NBM. Naast deze werkmaatschappijen had HBM een veelvoud aan deelnemingen, waaronder NV Schokindustrie (66%), NV Betonmortelfabriek Beatrix (46%), Raadgevend Ingenieursbureau Delta Consult nv (33%), Decoriënt nv (25%).
Tot HCG, pas gevormd in 1967, behoorden in 1968: Hollandsche Constructie Werkplaatsen (HCW), Nederlandsche Electrolasch Maatschappij (NEM), Apparaten en Ketelfabriek (AKF) en Tebodin, Advies en Constructiebureau nv.
Na 1968 werd door HBG nog een reeks overnames gedaan in Nederland. 

### Groei
Om de groei van projectontwikkelaar en dochterbedrijf Mabon, Maatschappij Voorbereiding Bouwprojecten, te versnellen, werd in 1969 Bohan nv overgenomen. Bohan richtte zich op ontwikkeling van projecten in de woningbouw. Bohan had meerdere dochters en samen met de Mabon konden zij alle aspecten van een ontwikkelingsmaatschappij bestrijken.  
In het voorjaar van 1970 werden vrijwel alle nog niet in het bezit van groep zijnde aandelen van de HAM verworven. Hiermee veranderde de HAM van een deelneming naar een volledige werkmaatschappij binnen de groep. 
In april 1970 werd Van der Oost uit Terneuzen overgenomen (65 medewerkers). In juli van dat jaar werd aannemingsbedrijf Van Vliet en Van Dulst' Bouwbedrijf  uit Rotterdam overgenomen (500 medewerkers). Dit werd in hetzelfde jaar gevolgd door overnames van Bouwmaatschappij Leeuwarden (120 werknemers) en Aannemingsmaatschappij P.C. Zanen uit Heemstede (650 werknemers). De wegenbouwactiviteiten van HBM werden samengevoegd met het nieuw overgenomen bedrijf Zanen en het reeds eerder overgenomen bedrijf nv Asfalt- en Wegenbouwbedrijf 'Neuchatel' en werd een nieuwe werkmaatschappij HWZ (Hollandsche Wegenbouw Zanen) binnen de Groep.
In juni 1971 werd wegenbouwfirma Jaartsveld uit Apeldoorn overgenomen (40 medewerkers) en in oktober van dat jaar werd baggerbedrijf VOW, Van Oord-Werkendam overgenomen (500 medewerkers).
In 1973 werd een meerderheidsbelang verkregen in het Belgische CEI, Constructions et Entreprises Industrielles, uit Brussel (1.200 medewerkers). CEI richtte zich op waterbouwkundige en elektrotechnische werken. In april 1973 werd het installatiebedrijf Asselbergs en Nachenius uit Breda overgenomen (265 medewerkers). 
In februari 1974 volgde de overname van wegenbouwer en grondwerker Gerrit Ooms uit Drachten (90 medewerkers). In april 1974 werd S.J.L.H. Smits en Co. Bitumen uit Jutphaas overgenomen. Naast overnames werden ook saneringen doorgevoerd. Het in het bezit van HBG zijnde Electrotechnisch Ingenieursbureau Elcontor werd afgestoten en overgenomen door Vonk BV te Coevorden. In hetzelfde jaar werd ingegrepen bij de betonfabriek HIBE (Hollandsche Industrie voor Betonelementen) wegens achteruitgang van de bouwmarkt en verandering van de vraag. 
In augustus 1975 sloot ook HBG-dochter Staraco Constructiefabriek uit Oosterhout, dat stalen en aluminium kozijnen vervaardigde, waardoor 98 arbeidsplaatsen verloren gingen. Met HBG ging het ondertussen goed, mede door grote baggerorders uit de Golfstaten en Saoedi-Arabië. Wat overige zaken betrof, stagneerde de Nederlandse markt en zocht men meer en meer zijn heil in het buitenland.
Sinds het ontstaan van HBG stegen de omzet en het resultaat gestaag. De omzet steeg van van ƒ 500 miljoen (1969) naar ƒ 1.800 miljoen (1975). Slechts eenmalig, in 1973, was er sprake van een terugval van het bedrijfsresultaat. De opvolgende jaren werd de stijgende lijn weer sterk gecontinueerd. De ingezette strategie van overnames in Nederland was succesvol en werd doorgezet.
In 1976 volgde de overname van Bouwbedrijf Y. Schakel, uit Exmorra, gespecialiseerd in restauratie werken (100 werknemers). Het jaar daarop, in 1977, werd Grondwerkbedrijf v/h J. Visscher & Zn uit Leiderdorp overgenomen.
Op 19 mei 1961 werd de door HBM gebouwde Pier van Scheveningen geopend.i Jaren later in 1976 nam HBG deel in een combinatie om, in opdracht van Exploitatie Maatschappij Scheveningen, de Pier van Scheveningen het Kurhaus te slopen. Na de teloorgang van de Exploitatie Maatschappij Scheveningen is deze sloop niet doorgegaan.
HBG was technologisch ook een vooraanstaand innovatief bedrijf. Zij ontwikkelde in 1973 een systeem om onder water te heien, genaamd Hydroblok. Dit systeem van belang was bij de constructie van booreilanden en dergelijke. Met dit systeem kon tot op 360 meter zeediepte worden geheid. Het jackblocksysteem is een ander voorbeeld van innovatie. Hierbij werd iedere verdieping van een gebouw op maaiveld gemaakt. Na realisatie werd de verdieping omhoog gevijzeld, waarna op maaiveld met een nieuwe verdieping kon worden begonnen. HBG heeft het jackblocksysteem verschillende malen toegepast. Onder andere het hoofdkantoor van Albert Heijn in Zaandam is in 1969 door HBG met het jackblocksysteem gebouwd.
1977 was een belangrijke mijlpaal: het 75-jarig bestaan van HBG werd gevierd. Ter gelegenheid hiervan werd een 320 pagina's tellend boek uitgegeven, genaamd: 'Bouwen op Mensen', met ondertitel: '75 jaar Hollandsche Beton Groep', geschreven door Anthony van Kampen. Ook is toen een overzicht uitgeven over de caissonbouw door de HBG, 

## Midden-oosten
In de zeventiger jaren kwamen veeleer in het Midden-Oosten. die aanleg van de haven van Dammam was zo’n megaproject. De opdrachtnemer lag in de 5 miljard gulden.

## Overnames
Ondanks de vele buitenlandse orders (die vaak "mammoetorders" werden genoemd) en goede winsten die werden gemaakt, werd, daar waar nodig, ook ingegrepen bij werkmaatschappijen of dochterbedrijven waar de resultaten onbevredigend waren. Zo ook in 1977, wederom bij dochtermaatschappij HIBE, er werd werktijdverkorting aangevraagd en er werd een programma opgestart om meer aandacht te besteden aan productontwikkeling en verbetering van productiemethoden, echter zonder het gewenste resultaat. Door de voortdurende verliezen bij HIBE en het ontbreken van enig uitzicht op herstel, werd in 1983 besloten de HIBE-fabriek te sluiten.
In 1978 werd het Engelse bedrijf Edmund Nuttall, Sons & Co uit Londen overgenomen (circa 1.000 medewerkers). Dit bedrijf was gespecialiseerd in het boren van tunnels inclusief het ontwerpen en bouwen van tunnelmachines en het doen springen en ontgraven van rots. Ook in dat jaar werden de nog niet in bezit zijnde aandelen CEI verworven. Vanaf 1978 gingen Nuttall en CEI verder als werkmaatschappijen binnen de Groep.
Ondertussen failleerde in 1979 het aannemingsbedrijf Nederhorst. Grote delen van het failliete Nederhorst-concern werden door HBG overgenomen, waaronder de onderdelen voor bouw, grondtechniek, havenwerken en funderingswerken. Dit werd op 4 oktober 1979 bekendgemaakt. Deze activiteiten werden in eerste instantie als werkmaatschappij 'Nederhorst Bouw BV' binnen HBG geplaatst, naast de andere werkmaatschappijen (HBM, Intervam, HWZ, HCG, HAM, Interbeton, CEI en Nuttall). In 1981 werd de werkmaatschappij Nederhorst Bouw omgevormd tot IFG (Internationale Funderings Groep bv). In 1982 werd een deel van de werkmaatschappij HBM afgesplitst. Binnen de Groep ging deze afsplitsing verder als nieuwe werkmaatschappij, genaamd HBW (Hollandsche Beton- en Waterbouw). HBM bleef zich richten op utiliteitsbouw en de nieuwe werkmaatschappij HBW richtte zich op waterbouwkundige werken, zoals bruggen, viaducten, tunnels en sluizen etc.
Ook in 1986 maakte HBG weer een innovatie bekend: Arapree voorspanwapening, een product op basis van de aramidevezel in plaats van de traditionele stalen voorspanwapening. Technisch voordeel was dat eventueel roesten van stalen voorspanwapening voorkomen werd. De nieuwe wapening en de speciale verankering van het supervezelmateriaal in het beton werden ontwikkeld en gepatenteerd door HBG en de vezels- en polymerendivisie van Akzo. 
Dat jaar werd de internationale bouwmarkt geraakt door een scherpe daling van de olieprijs. Dit leidde voor HBG tot een fors lagere omzet van de bouwactiviteiten in de olie-exporterende landen. Daarnaast bestond er een aanzienlijke overcapaciteit in de baggermarkt, met een enorme prijsdruk tot gevolg. Echter door de spreiding van activiteiten van HBG over de diverse segmenten in de bouw en de verschillende regio's in en buiten Europa, kon de afname van de omzet buiten Europa worden gecompenseerd met een toename van de omzet in Europa. Anticiperend op de reeds verwachte scherpe toenemende concurrentie, had HBG in 1985 het besluit genomen het "Fitness-programma" uit te voeren. Het doel van dit programma was om de efficiency van de organisatie op te voeren. Tevens werd een nieuwe strategie ontwikkeld. In 1986 was de winst ƒ 45 miljoen, hoewel dit was een stuk lager dan het jaar daarvoor (ƒ 57 miljoen), had dit geen invloed op het dividend, door het vertrouwen in de geplande lange termijn ontwikkeling van de Groep. 

### Vermogen
Kenmerkend voor HBG destijds was dat het een enorm eigen vermogen had ten opzichte van het balanstotaal. In 1986 bedroeg het eigen vermogen ƒ 598 miljoen bij een balanstotaal van ƒ 708 miljoen. Gekscherend werd HBG destijds de 'Hollandsche Bank Groep' van de bouwwereld genoemd.
Vanaf 1987 werd een nieuwe strategie ingezet. De nieuwe strategie hield in om HBG te laten groeien naar een leidende speler op de Europese bouwmarkt. Enerzijds door in te zetten op een interne en externe groei en prestatieverbetering van de bestaande werkmaatschappijen en anderzijds door in te zetten op een actief overnamebeleid in Noordwest Europa, om zo nieuwe werkmaatschappijen aan de groep toe te voegen.
In oktober 1988 werd bekendgemaakt dat HBG het aandelenpakket Koninklijke Volker Stevin (KVS) van de Heerema Groep had overgenomen. De Heerema Groep verkeerde op dat moment in zwaar weer. Sinds die tijd werden er geleidelijk meer en meer aandelen KVS bijgekocht. HBG had eind 1988 een eerste deel van 40% van de aandelen KVS in haar bezit. Binnen KVS werd een eventuele overname door HBG echter als "gruwelijk" beoordeeld. HBG was echter overtuigd van de strategische voordelen van een combinatie met KVS en breidde zijn belang in KVS stapsgewijs verder uit. In 1991 had HBG een belang van 60% in KVS verkregen. Uiteindelijk werd op 7 mei 1991 door beide partijen gezamenlijk bekendgemaakt dat HBG niet geheel KVS zou overnemen, maar wel alle baggeractiviteiten. Daarnaast leverde het belang in KVS voor HBG geen windeieren op. In 1996 werd het aandelenpakket KVS verkocht met een boekwinst van ƒ 60 miljoen.

### Europa
Intussen kreeg de Europese overnamestrategie van HBG steeds verder gestalte. In 1989 werd in Engeland de toonaangevende utiliteitsbouwer Kyle Stewart Ltd overgenomen. In België werd in datzelfde jaar Société de Traveaux Galère sa en RET, Regel- en Electrotechniek bvba overgenomen. In Ierland werd het aandelenbelang in Ascon Ltd uitgebreid naar 100%. 
In Nederland stond de overnamestrategie van HBG ook niet stil. In januari 1990 werd het elektrotechnisch installatiebedrijf Ergon uit Apeldoorn overgenomen (500 medewerkers). Datzelfde jaar werd een 50% belang genomen Key & Kramer Coating bv te Maassluis, gespecialiseerd in het aanbrengen van anticorrosieve coatings op pijpen. Daarnaast werd in het Verenigd Koninkrijk PLT Engineering overgenomen. In 1991 volgde de overname van Hazeleger Wegenbouw uit Ede en van Woestenburg & Van der Meer uit Zaandam. Deze laatste onderneming ontplooide activiteiten op het gebied van engineering, nieuwbouw en onderhoud van installaties met name in de voedingsmiddelen industrie.  
In datzelfde jaar werd in Duitsland een 50% belang genomen in L&C Steinmüller GmbH, werkzaam in de ketel- en apparatenbouw. In de Verenigde Staten werd een 46% belang genomen in Misener Marine Inc. uit Tampa, Florida. 
In 1992 werd in het Verenigd Koninkrijk eerst het bouwbedrijf GA Holdings Ltd (vroeger genaamd Gilbert Ash Construction Ltd) uit Glasgow overgenomen. Vervolgens werd in Duitsland het bouwbedrijf Raulf Bau GmbH overgenomen. Dit bedrijf had 1.850 werknemers in dienst en was werkzaam in de utiliteitsbouw. 
De in 1987 ingezette strategie om vanuit een sterke positie op de thuismarkten te streven naar een verdere uitbreiding van de activiteiten buiten Nederland, met een concentratie op Noordwest-Europa, leidde ertoe dat de omzet van HBG steeg van ƒ 2,8 miljard in 1987 tot ƒ 4,6 miljard in 1992.
HBG was daarmee in 1992 een bouwbedrijf met een spreiding van haar activiteiten over met name Noordwest-Europa, waarbij minder dan de helft van de omzet uit Nederland afkomstig was. De omzet kwam in dat jaar voor 46% uit Nederland, 25% uit het Verenigd Koninkrijk, 8% uit België, 3% uit Duitsland, 5% uit de rest van Europa en 13% van buiten Europa. HBG had in dat jaar 16.348 personeelsleden in dienst en was daarmee veruit het grootste bouwbedrijf in Nederland en behoorde vanaf 1988 al tot de tien grootste bouwbedrijven in Noordwest-Europa.
Na 1992 vond er nog een aantal acquisities plaats. In 1996 werd Higgs and Hill Plc in Engeland overgenomen. Tevens werd in dat jaar een belang van 74% in Wayss & Freytag uit Duitsland overgenomen. In 1997 kwam de omzet van HBG uit op ƒ 10,7 miljard. Met name de overname van Wayss & Freytag in Duitsland leverde voor HBG echter niet het gewenste resultaat op.
Een van de laatste zinnen uit het boek van Anthony van Kampen Bouwen op Mensen uit 1975 is zeker achteraf gezien profetisch geweest: "In de komende kwart eeuw zal het, evenmin als in de nu afgesloten 75 jaar, een ononderbroken periode van 'Meeres stille und Glückliche Fahrt' zijn."
In 2000 onderhandelden HBG en Boskalis over een fusie, maar in 2001 werd bekendgemaakt dat deze fusie of overname er niet zou komen. Later in 2001 maakten HBG en Ballast Nedam bekend dat zij hun baggeractiviteiten HAM en Ballast Nedam Dredging in een nieuwe onderneming lieten verdergaan, genaamd Ballast Ham Dredging. HBG kreeg hiervan 2/3 van de aandelen en Ballast Nedam 1/3. Dit zou een van de laatste fusie- en overnameactiviteiten zijn van de zelfstandige Hollandsche Beton Groep. 
In haar bestaan realiseerde HBG diverse kenmerkende en minder kenmerkende bouwwerken en projecten. In Nederland waren dit onder meer: het WTC-gebouw in Rotterdam, het Holland Casino en Lido in Amsterdam, de Maeslantkering in de Nieuwe Waterweg, de restauratie van Paleis Noordeinde in Den Haag, de C-pier op Schiphol, 733 luxe recreatiebungalows en appartementen in Goederede genaamd "Port Zélande". Ook buiten Nederland liet HBG haar sporen na. Voorbeelden hiervan zijn onder meer: de Thames Barriër in Londen, de Docklands Light Railway in Londen, het Euro Space Center te Libin-Rendu in België en de uitbreiding van de containerterminal in Hongkong.

## Einde van zelfstandigheid van HBG door fusie en overname

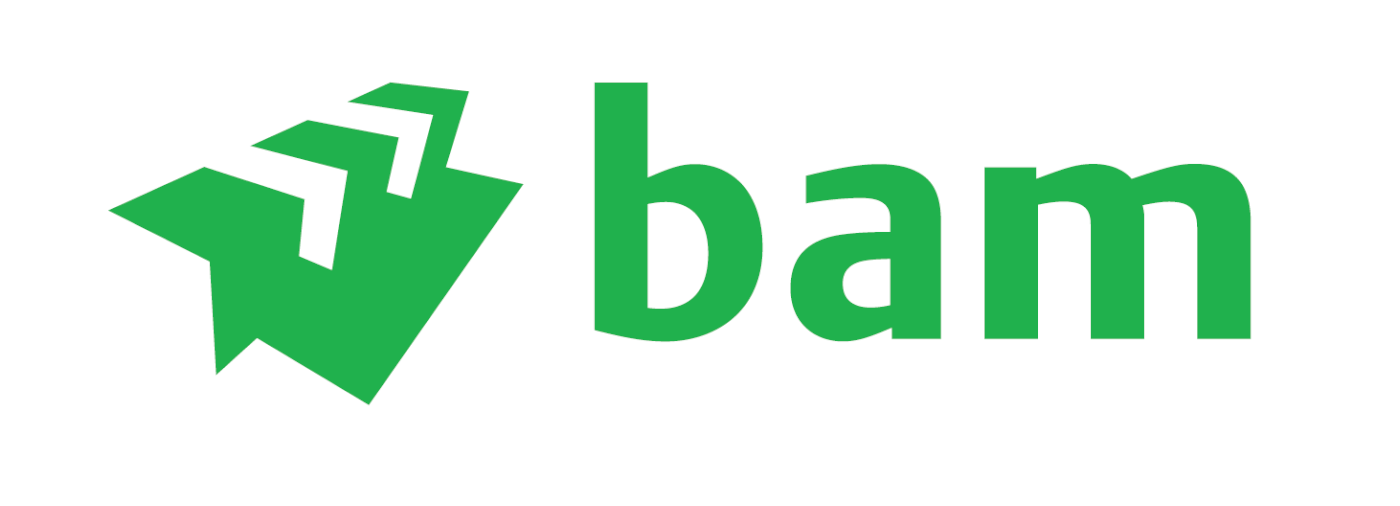
BAM Logo

In februari 2002 werd HBG overgenomen door het Spaanse bouwbedrijf Grupo Dragados. In datzelfde jaar fuseerde Grupo Dragados met het eveneens Spaanse ACS. Daarna besloot deze nieuwe combinatie van ACS en Dragados dat HBG werd verkocht. In november 2002 werd de overname van HBG door Koninklijke BAM-NBM nv bekendgemaakt. Na de overname van HBG werd de naam omgevormd tot Koninklijke BAM Groep, die daarmee het grootste bouwbedrijf van Nederland was geworden en tot de grotere bouwbedrijven in Noordwest-Europa kon worden gerekend. De 'groen-oranje' huisstijl van HBG werd ook de huisstijl van Koninklijke BAM Groep. Tot op de dag van vandaag kleurt het 'groen-oranje' het bouwlandschap van Nederland en een deel van Noordwest-Europa.